# Ariane à ventre blanc
Elliotomyia chionogaster
Espèce
Statut de conservation UICN

 LC  : Préoccupation mineure
Statut CITES
L’Ariane à ventre blanc (Elliotomyia chionogaster) est une espèce d'oiseaux de la famille des Trochilidae.

## Répartition
Cet oiseau est présent à travers la puna.

## Habitats
Ses habitats sont les forêts tropicales et subtropicales humides de basses et hautes altitudes, la savane sèche, la végétation de broussailles sèche ou humide d'altitude mais aussi les anciennes forêts lourdement dégradées, les plantations agricoles et les jardins ruraux.

## Sous-espèces
D'après Alan P. Peterson, 2 sous-espèces ont été décrites :
- E. chionogaster chionogaster (Tschudi, 1846) ;
- E. chionogaster hypoleuca (Gould, 1846).

Carte de répartition de l'espèce.